# Seznam španskih smučarjev
Seznam španskih smučarjev.

## A
- Ainhoa Ibarra Astellara

## B
- Mónica Bosch

## C
- Juan del Campo
- Pol Carreras
- Carolina Ruiz Castillo
- Paul de la Cuesta

## E
- Adur Etxezarreta

## F
- Blanca Fernández Ochoa
- Dolores Fernández Ochoa
- Francisco Fernández Ochoa
- Juan Manuel Fernández Ochoa

## J
- Andrea Jardi

## M
- Eva Moga

## O
- Albert Ortega

## P
- Núria Pau
- Conchita Puig

## R
- Maria José Rienda
- Silvia del Rincón
- Pol Rocamora
- Javier Ubeira Rubio

## S
- Joaquim Salarich
- Xavier Salarich

## T
- Alex Puente Tasias
- Ferran Terra